# Alfred Teschl
Alfred Teschl (* 31. Dezember 1924 in Judenburg; † 22. Juni 2024 in Wien) war ein österreichischer Politiker (SPÖ) und Gewerkschaftsvorsitzender. Teschl war von 1970 bis 1986 Abgeordneter zum Nationalrat.

## Leben
Teschl besuchte zunächst die Volksschule und war nach der Beendigung seiner Schulausbildung zwischen 1938 und 1942 beruflich als Fabrikarbeiter tätig.  Er wurde am Südwestfriedhof bestattet.

## Politik
1954 übernahm er in der Gewerkschaft der Chemiearbeiter die Aufgaben des Sekretärs, 1962 stieg Teschl zum Zentralsekretär der Gewerkschaft der Chemiearbeiter auf. Den Höhepunkt seiner beruflichen Karriere erreichte Teschl, als er 1973 den Vorsitz in der Gewerkschaft der Chemiearbeiter übernahm.
Zudem vertrat Teschl die Sozialdemokratische Partei Österreichs zwischen dem 31. März 1970 und dem 16. Dezember 1986 im österreichischen Nationalrat.